# Vem är det
Vem är det, avec le sous-titre Svensk biografisk handbok, est un dictionnaire biographique suédois qui a été publié en 46 éditions depuis 1912. 